# Genízaro
Genízaro es la denominación dada al descendiente de los indígenas descendientes de sirvientes o encomendados de españoles, en la zona fronteriza entre Estados Unidos y México. Este término también ha sido usado para denominar a aquellos indígenas que son producto de la unión de miembros de tribus diferentes, pero que no pertenecen a ninguna en particular. El término fue bastante común en el sudoeste de los Estados Unidos, en áreas como California, Nevada, Arizona, Nuevo México y Texas; además de algunas regiones del norte México como Chihuahua.

## Historia
[Para la etimología de «genízaro» véase: Jenízaro]
Según fuentes históricas en los últimos años del siglo XVIII, los genízaros y sus descendientes constituían aproximadamente el 33 % de la población del territorio español de Nuevo México.
Durante este siglo y principios del XIX, los genízaros fundaron varios pueblos como Belén, Tomé, Valencia, Carnuel, Socorro, y San Miguel. También había importantes poblaciones de genízaros en localidades como Albuquerque, Santa Fe, Chimayó, Taos, Abiquiú y Las Vegas. 
En septiembre de 1821, al ganar México su independencia fueron reconocidos como ciudadanos mexicanos; pero su situación siguió tan o más deplorable que en la época colonial. Esto provocó que en 1837, los genízaros y varios pueblos indígenas, sobre todo aquellos de la rama pueblo, se rebelaran contra el gobierno mexicano. En este conflicto, los indios ejecutaron al gobernador mexicano Albino Pérez y asesinaron al contingente militar en Santa Fe. Proclamaron un nuevo gobierno y eligieron a José Ángel González, un genízaro de ascendencia taos y pawnee como gobernador. A este suceso se le llamó Levantamiento Chimayoso o Rebelión de Chimayó, en recuerdo del pueblo de Chimayó, de donde era oriundo José Ángel González.
La rebelión fue sofocada en 1838 por tropas  zacatecanas y chihuahuenses dirigidas por Manuel Armijo.
En 2007, fueron reconocidos como grupo étnico aparte por el gobierno de Nuevo México.